# Batrachognathinae
De Batrachognathinae zijn een groep pterosauriërs behorend tot de Anurognathidae.
In 2003 benoemde Alexander Kellner een klade Asiaticognathidae. Hierop kreeg hij de kritiek dat de groep een uitgang heeft als van een familienaam maar niet gebaseerd is op een, in feite niet bestaand, typegenus "Asiaticognathus". Daarom benoemde hij in 2009 een nieuwe klade Batrachognathinae, waarvan de naam gebaseerd is op Batrachognathus. De definitie van de klade werd echter veranderd in: de groep bestaande uit Batrachognathus en alle anurognathiden nauwer verwant aan Batrachognathus dan aan Anurognathus ammoni. Het werd dus een stamklade in plaats van een nodusklade.
Materieel komt de nieuwe klade voor zover bekend met de oude overeen en bestaat uit de Aziatische vormen Batrachognathus volans, Dendrorhynchoides curvidentatus en Jeholopterus ningchengensis.
Een analyse uit 2021 had tot uitkomst dat alleen Batrachognathus en Sinomacrops tot de Batrachognathinae behoorden. In 2021 vastgestelde synapomorfieën zijn een deltopectorale kam van het opperarmbeen die gereduceerd is, een dergelijke kam die een rechthoekig profiel heeft en een crista ulnaris van het opperarmbeen die afgerond is.